# Línea Ramales - La Gándara - Ramales
La línea Ramales - La Gándara - Ramales es una línea de autobús interurbano de Cantabria que une la estación de autobuses de Ramales de la Victoria con varias poblaciones del municipio de Soba permitiendo que los viajeros de dichas poblaciones puedan enlazar con otras líneas que tienen parada en la mencionada estación de autobuses y, en particular, con la línea Ramales - Laredo.

## Características de la línea

### Transbordos
Este servicio comparte parte del recorrido con la línea Santander - La Gándara. Así desde la estación de autobuses hasta el cruce con la carretera CA-663, de acceso a Villar, y posteriormente desde el final de dicha línea en La Gándara hasta Ramales de la Victoria. 

### Horarios
La línea tiene 3 circulaciones únicamente los días laborables, de lunes a viernes, todo el año.
| Horarios           | Horarios | Horarios             |
| ------------------ | -------- | -------------------- |
| Laborables         | Invierno | 7:45 - 11:00 - 15:30 |
| Laborables         | Verano   | 7:45 - 11:00 - 15:30 |
| Sábados y Festivos | Invierno | Sin servicio         |
| Sábados y Festivos | Verano   | Sin servicio         |

## Recorrido
El recorrido de la línea es circular con inicio y final en la estación de autobuses de Ramales de la Victoria. Desde esta estación, sigue la carretera N-629 hasta el cruce con la carretera autonómica CA-256 por la que continúa atravesando los núcleos de Casatablas y Regules. Seguidamente se desvía por la carretera CA-663 hasta Villar continuando por una carretera municipal que atraviesa Valcaba y Cañedo, donde toma la carretera CA-664. A continuación, retoma la carretera CA-256 en dirección Ramales atravesando La Gándara, Veguilla hasta llegar al cruce con la CA-663 a partir del cual y siguiendo por la CA-256 hace el recorrido en sentido contrario al inicio hasta llegar a la estación de autobuses de Ramales de la Victoria.
Recorre un total de 42,6 kilómetros y tarda 1,20 horas, aproximadamente.
Las paradas se sitúan en los núcleos de población que atraviesa, Casatablas, Regules o Veguilla entre otros, y también en intersecciones con carreteras de accesos a núcleos alejados del itinerario como por ejemplo Aja, Astrana o Lavín.

## Paradas
| KBHFa_orange |

| hKRZWae_orange |

| HST_orange |

| HST_orange |

| hKRZWae_orange |

| HST_orange |

| HST_orange |

| hKRZWae_orange |

| HST_orange |

| HST_orange |

| HST_orange |

| HST_orange |

| HST_orange |

| HST_orange |

| hKRZWae_orange |

| HST_orange |

| HST_orange |

| HST_orange |

| HST_orange |

| HST_orange |

| HST_orange |

| HST_orange |

| HST_orange |

| HST_orange |

| HST_orange |

| HST_orange |

| HST_orange |

| hKRZWae_orange |

| HST_orange |

| HST_orange |

| hKRZWae_orange |

| KBHFe_orange |

| KBHFa_orange |

| hKRZWae_orange |

| HST_orange |

| HST_orange |

| hKRZWae_orange |

| HST_orange |

| HST_orange |

| hKRZWae_orange |

| HST_orange |

| HST_orange |

| HST_orange |

| HST_orange |

| HST_orange |

| HST_orange |

| hKRZWae_orange |

| HST_orange |

| HST_orange |

| HST_orange |

| HST_orange |

| HST_orange |

| HST_orange |

| HST_orange |

| HST_orange |

| HST_orange |

| HST_orange |

| HST_orange |

| HST_orange |

| hKRZWae_orange |

| HST_orange |

| HST_orange |

| hKRZWae_orange |

| KBHFe_orange |

| KBHFa_orange |

| hKRZWae_orange |

| HST_orange |

| HST_orange |

| hKRZWae_orange |

| HST_orange |

| HST_orange |

| hKRZWae_orange |

| HST_orange |

| HST_orange |

| HST_orange |

| HST_orange |

| HST_orange |

| HST_orange |

| hKRZWae_orange |

| HST_orange |

| HST_orange |

| HST_orange |

| HST_orange |

| HST_orange |

| HST_orange |

| HST_orange |

| HST_orange |

| HST_orange |

| HST_orange |

| HST_orange |

| HST_orange |

| hKRZWae_orange |

| HST_orange |

| HST_orange |

| hKRZWae_orange |

| KBHFe_orange |

| KBHFa_orange |

| hKRZWae_orange |

| HST_orange |

| HST_orange |

| hKRZWae_orange |

| HST_orange |

| HST_orange |

| hKRZWae_orange |

| HST_orange |

| HST_orange |

| HST_orange |

| HST_orange |

| HST_orange |

| HST_orange |

| hKRZWae_orange |

| HST_orange |

| HST_orange |

| HST_orange |

| HST_orange |

| HST_orange |

| HST_orange |

| HST_orange |

| HST_orange |

| HST_orange |

| HST_orange |

| HST_orange |

| HST_orange |

| hKRZWae_orange |

| HST_orange |

| HST_orange |

| hKRZWae_orange |

| KBHFe_orange |